# Bernardo Rogora (ciclista)
Bernardo Rogora (Solbiate Olona, 6 dicembre 1911 – Solbiate Olona, 9 dicembre 1970) è stato un ciclista su strada e ciclocrossista italiano.
Professionista e indipendente tra il 1933 e il 1941, vinse il Giro di Catalogna 1934.

## Carriera
Ciclista formatosi nell'Unione Sportiva Legnanese, fratello maggiore di Giovanni Rogora anch'egli ciclista, corse da professionista dal 1933 al 1941 per le squadre di marca milanesi Gloria e Bianchi. Su strada vinse la Milano-Modena 1933 per distacco e il Giro di Catalogna 1934 sul belga Alfons Deloor, imponendosi anche in due tappe. Nel 1937 fu campione italiano di ciclocross a Crenna.
Partecipò a sette edizioni del Giro d'Italia tra il 1933 ed il 1940, classificandosi ottavo assoluto nel 1937 e decimo nel 1939. Fu inoltre terzo al Coppa Bernocchi 1933, quinto al Giro di Lombardia 1933, secondo alla Coppa Bernocchi 1934, quinto al Giro del Veneto 1934, quinto alla Tre Valli Varesine 1936 e quarto alla Coppa Bernocchi 1938.

## Palmarès

### Strada
- 1933 (indipendenti, una vittoria/Gloria, una vittoria)

Gran Premio Livio Perini
Milano-Modena
- 1934 (Gloria, tre vittorie)

5ª tappa Volta Ciclista a Catalunya (Lleida > Andorra La Vella)
8ª tappa Volta Ciclista a Catalunya (Girona > Figueres)
Classifica generale Volta Ciclista a Catalunya

### Ciclocross
- 1937

Premio di Legnano
Campionati italiani

## Piazzamenti

### Grandi Giri
- Giro d'Italia

1933: 24º
1934: 12º
1936: 25º
1937: 8º
1938: 14º
1939: 10º
1940: 13º

### Classiche monumento
- Milano-Sanremo

1933: 61º
1934: 7º
1938: 11º
1939: 13º
1940: 28º
- Giro di Lombardia

1933: 5º
1936: 20º
1938: 12º